# 下山晴彦
下山 晴彦（しもやま はるひこ、1957年3月8日-　）は、日本の臨床心理学者。跡見学園女子大学文学部臨床心理学科教授。東京大学名誉教授。

## 来歴
静岡県生まれ。1980年東京大学教育学部教育心理学科卒、83年同大学院教育学研究科博士課程中退、教育学部助手、1991年東京工業大学保健管理センター専任講師、1994年東京大学教育学部教育心理学科助教授、2004年東京大学大学院教育学研究科臨床心理学コース教授
、1997年「スチューデント・アパシーに関する臨床心理学的研究」で東京大学より博士（教育学）の学位を取得。

## 著書
- 『臨床心理学研究の理論と実際 スチューデント・アパシー研究を例として』東京大学出版会 1997
- 『心理臨床の基礎 1　心理臨床の発想と実践』岩波書店 2000
- 『臨床心理アセスメント入門 臨床心理学は,どのように問題を把握するのか』金剛出版 2008 臨床心理学レクチャー
- 『臨床心理学をまなぶ 1　これからの臨床心理学』東京大学出版会 2010

### 共編著
- 『教育心理学 2 発達と臨床援助の心理学』編 東京大学出版会 1998
- 『心理臨床の海図』伊藤研一編著 黒川由紀子,中釜洋子共著 八千代出版 1999
- 『43人が語る「心理学と社会」 21世紀の扉をひらく 第4巻　臨床・福祉・犯罪』編著 ブレーン出版 1999
- 『臨床心理学研究の技法』編著 福村出版 2000 シリーズ・心理学の技法
- 『心理学研究法入門 調査・実験から実践まで』南風原朝和,市川伸一共編 東京大学出版会 2001　のち放送大学
- 『講座臨床心理学』全5巻 丹野義彦共編 東京大学出版会 2002
- 『心理学の新しいかたち 方法への意識』子安増生共編著 遠藤利彦ほか著 誠信書房 2002
- 『よくわかる臨床心理学』編 ミネルヴァ書房 2003 やわらかアカデミズム・<わかる>シリーズ
- 『臨床心理学全書 第4巻　臨床心理実習論』編 誠信書房 2003
- 『心理学の新しいかたち 臨床心理学の新しいかたち』編著 誠信書房 2004
- 『カウンセラーのための基本104冊』氏原寛,東山紘久,山中康裕共編 創元社 2005
- 『心理学の新しいかたち 心理学論の新しいかたち』編著 誠信書房 2005
- 『実践法律相談 面接技法のエッセンス』菅原郁夫共編 東京大学出版会 2007
- 『女性の発達臨床心理学』園田雅代,平木典子共編 金剛出版 2007
- 『認知行動療法 理論から実践的活用まで』編 金剛出版 2007
- 『臨床心理学研究法 心理学の実践的研究法を学ぶ』能智正博共編 新曜社 2008
- 『実践心理アセスメント 職域別・発達段階別・問題別でわかる援助につながるアセスメント』松澤広和共編 日本評論社 2008 こころの科学
- 『テキスト臨床心理学 別巻　理解のための手引き』編著 誠信書房 2008
- 『精神医学を知る メンタルヘルス専門職のために』金生由紀子共編 東京大学出版会 2009
- 『今、心理職に求められていること 医療と福祉の現場から』村瀬嘉代子共編著 誠信書房 2010
- 『子どもと若者のための認知行動療法実践セミナー 上手に考え,気分はスッキリ』松丸未来,ポール・スタラード共著 金剛出版 2010
- 『山上敏子の行動療法講義with東大・下山研究室』山上敏子共著 金剛出版 2010
- 『臨床心理学ブックガイド 心理職をめざす人のための93冊』編著 金剛出版 2010
- 『精神医療の最前線と心理職への期待』野村俊明共編著 誠信書房 2011
- 『東大理学部発学生相談・学生支援の新しいかたち 大学コミュニティで支える学生生活』東京大学大学院理学系研究科・理学部学生支援室共編著 岩崎学術出版社 2011 臨床心理学実践コレクション
- 『認知行動療法を学ぶ』編 金剛出版 2011
- 『学生相談必携GUIDEBOOK 大学と協働して学生を支援する』森田慎一郎,榎本眞理子共編 金剛出版 2012
- 『迷わず学ぶ認知行動療法ブックガイド』林潤一郎共編 岩崎学術出版社 2012 臨床心理学実践コレクション
- 『発達障害支援必携ガイドブック 問題の柔軟な理解と的確な支援のために』村瀬嘉代子共編 金剛出版 2013

### 翻訳
- レストン・ヘイヴンズ『心理療法におけることばの使い方 つながりをつくるために』誠信書房 2001
- ジョン・マツィリア,ジョン・ホール編『専門職としての臨床心理士』編訳　東京大学出版会 2003
- マリアン＆ジェラルド・コーリィ『心理援助の専門職として働くために 臨床心理士・カウンセラー・PSWの実践テキスト』監訳 堀越勝,園田雅代,堀越あゆみ,古池若葉,中釜洋子共訳　金剛出版 2004 臨床心理学レクチャー
- マリアン＆ジェラルド・コーリィ『心理援助の専門職になるために 臨床心理士・カウンセラー・PSWを目指す人の基本テキスト』監訳 堀越勝,堀越あゆみ訳　金剛出版 2004 臨床心理学レクチャー
- B.カーウェン,S.パーマー,P.ルデル『認知行動療法入門 短期療法の観点から』監訳　金剛出版 2004 臨床心理学レクチャー
- ポール・スタラード『子どもと若者のための認知行動療法ワークブック 上手に考え,気分はスッキリ』監訳 金剛出版 2006
- マイケル・ブルック,フランク・W.ボンド編著『認知行動療法ケースフォーミュレーション入門』編訳 金剛出版 2006 臨床心理学レクチャー
- G.C.デビソン,J.M.ニール,A.M.クリング『テキスト臨床心理学』全5巻 編訳 誠信書房 2006－07
- ジョン・マクレオッド『物語りとしての心理療法 ナラティヴ・セラピィの魅力』監訳 野村晴夫訳 誠信書房 2007
- デヴィッド・ウエストブルック,ヘレン・ケナリー,ジョアン・カーク『認知行動療法臨床ガイド』監訳 石丸径一郎,小堀彩子,高橋美保,袴田優子,松澤広和,森田慎一郎訳　金剛出版 2012
- 『子どもと家族の認知行動療法』全5 監訳 誠信書房 2013

## 参考サイト
- ISBN 978-4-414-41338-0
- 東大下山研究室